# أغستاوستلاند إيه دبليو159 ويلدكات
أغستاوستلاند إيه دبليو159 ويلدكات (بالإنجليزية: AgustaWestland AW159 Wildcat)‏ (والتي كانت تسمى سابقا «لينكس المستقبل» (Future Lynx) و «لينكس ويلدكات» (Lynx Wildcat)، هي نسخة محسنة من المروحية العسكرية ويست لاند سوبر لينكس، صممت للعمل في ساحة المعركة كمروحية متعددة الأغراض، والبحث والإنقاذ ولعب دور الحرب المضادة على السطح. المروحية في الخدمة في بريطانيا، ويجري تشغيل متغيرات مشتركة من قبل كل من البحرية الملكية والجيش البريطاني لتحل محل المروحيات المتقادمة من نوع (Lynx Mk.7/8/9). كما تم عرض «إيه دبليو159» على عدة عملاء التصدير، وطلبت من قبل بحرية جمهورية كوريا والبحرية الفلبينية.

## التطوير

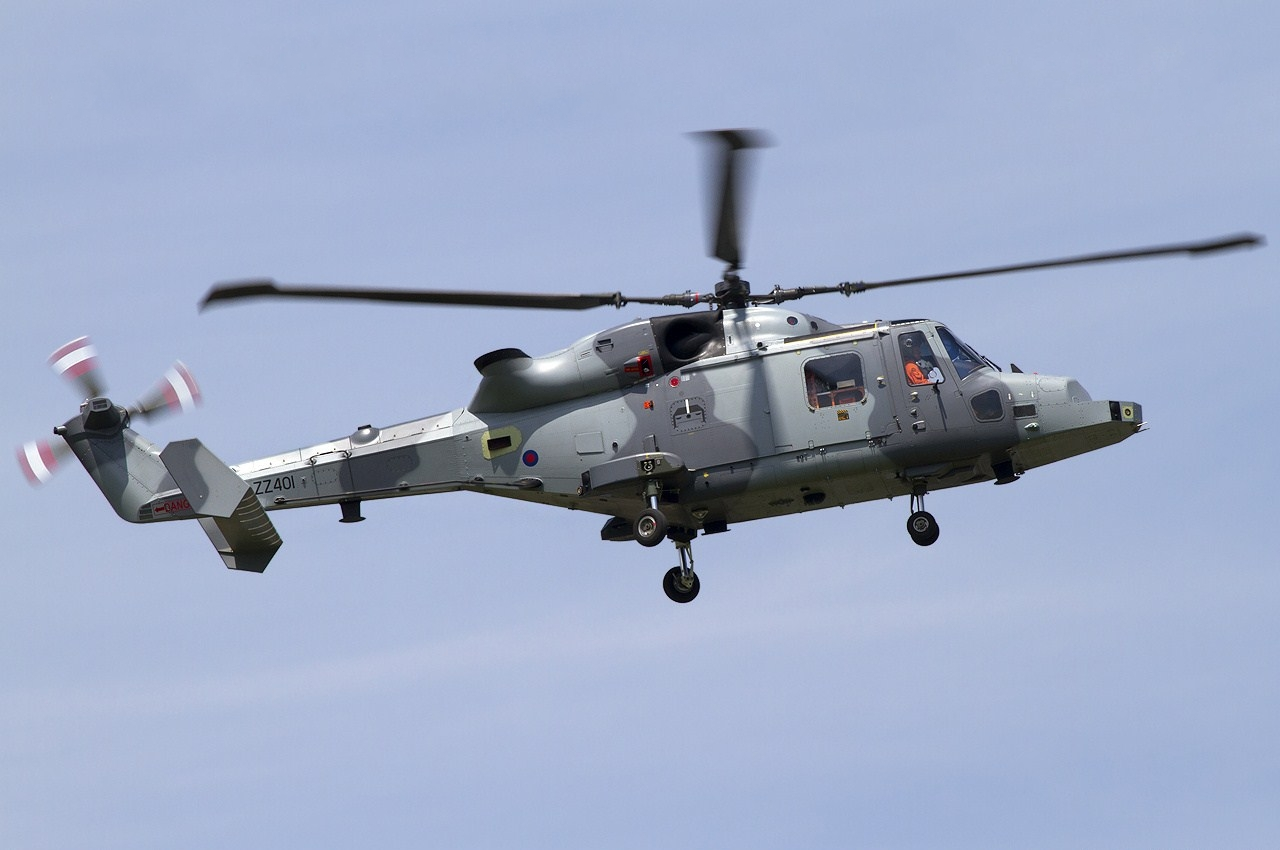
نموذج ويلدكات ZZ401، في عام 2011

## التصميم

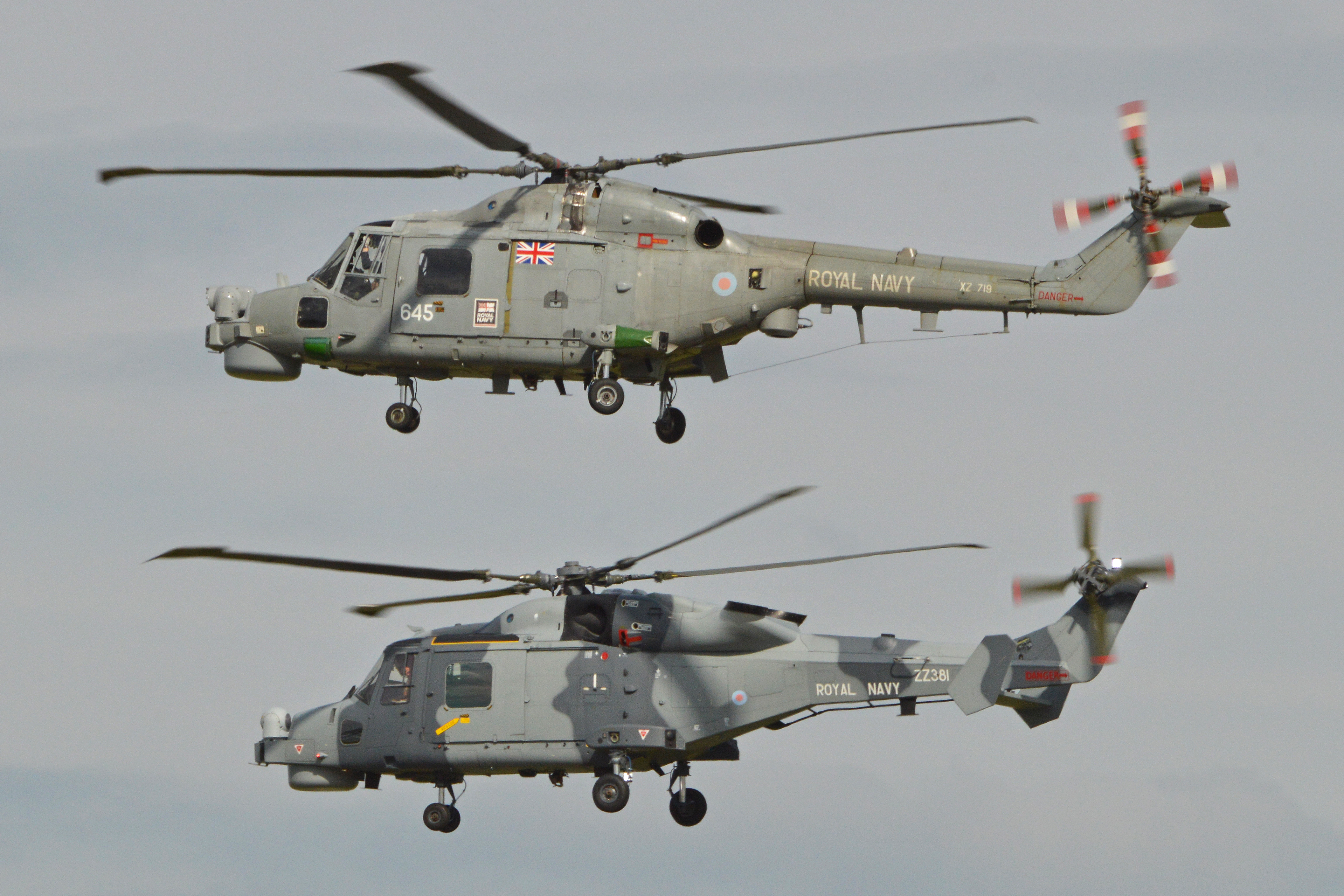
إيه دبليو159 ويلدكات تحلق بجانب سابقتها لينكس، يوليو 2014

العشوائية AH1 وسلفه أرضها، الوشق AH7، 2014

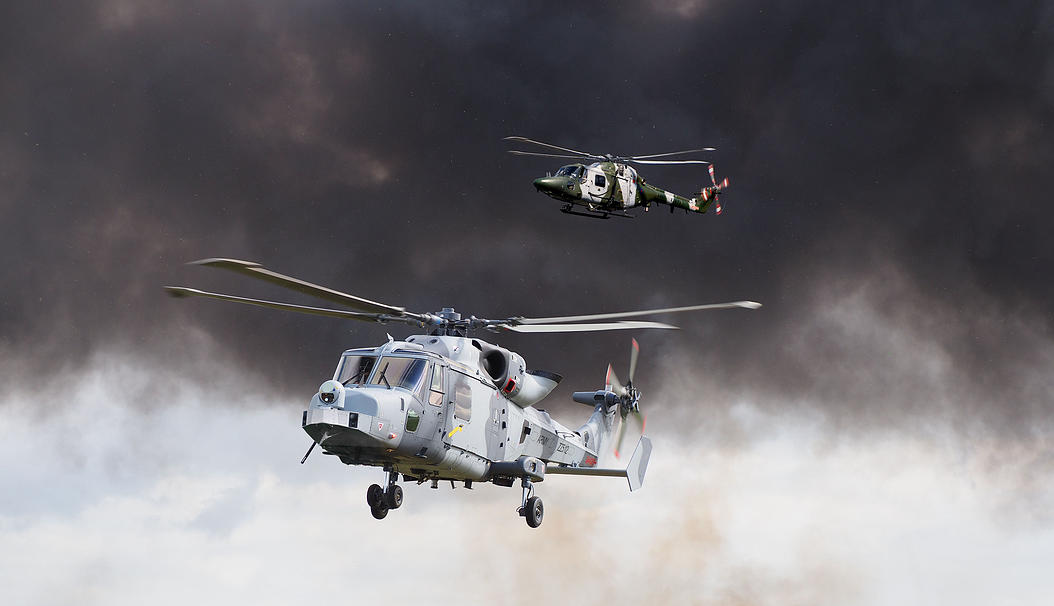
ويلدكات (AH1) وسلفها الأرضية، لينكس (AH7)، 2014

## التاريخ التشغيلي

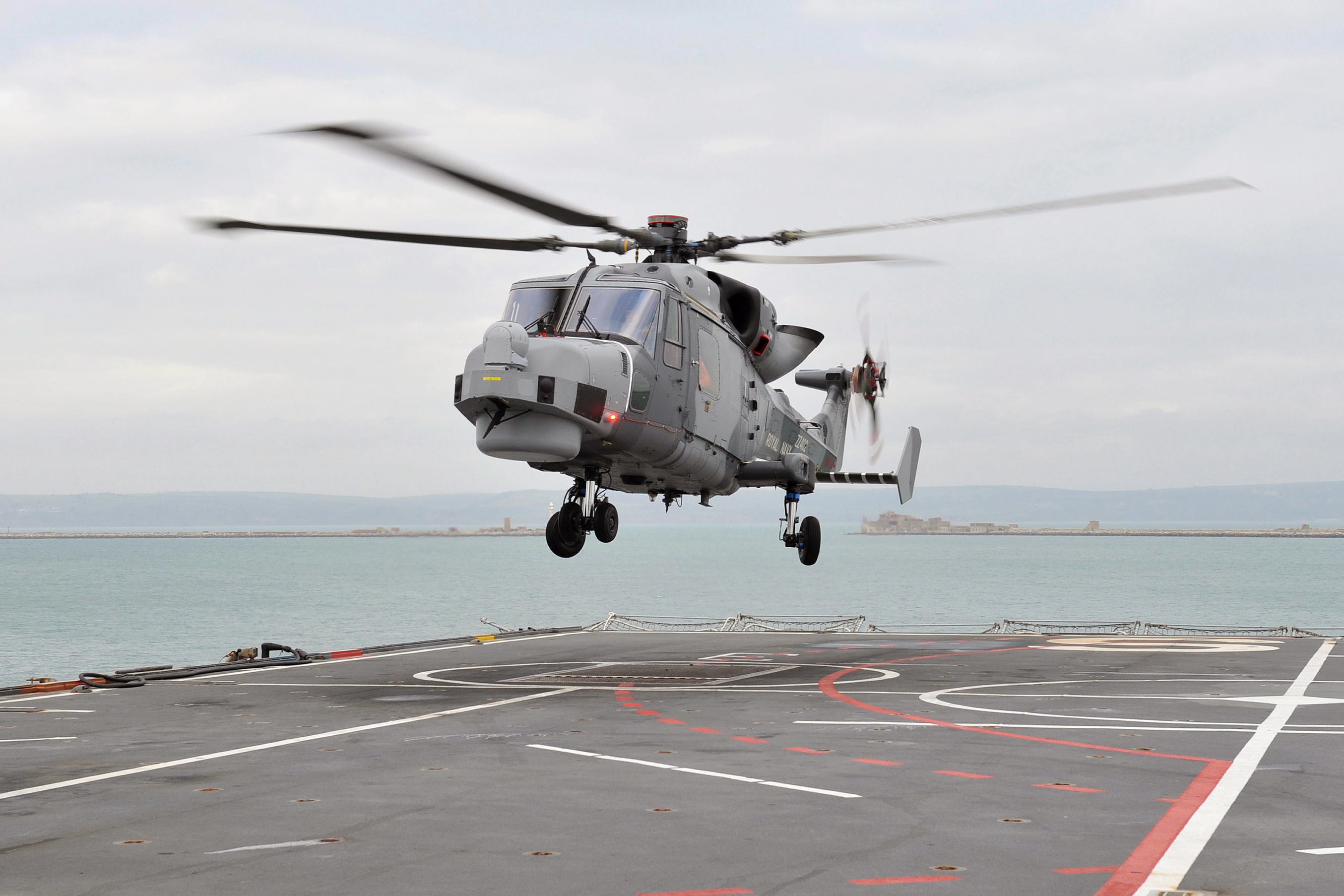
ويلدكات تقلع من سفينة خلال تجارب في عام 2011

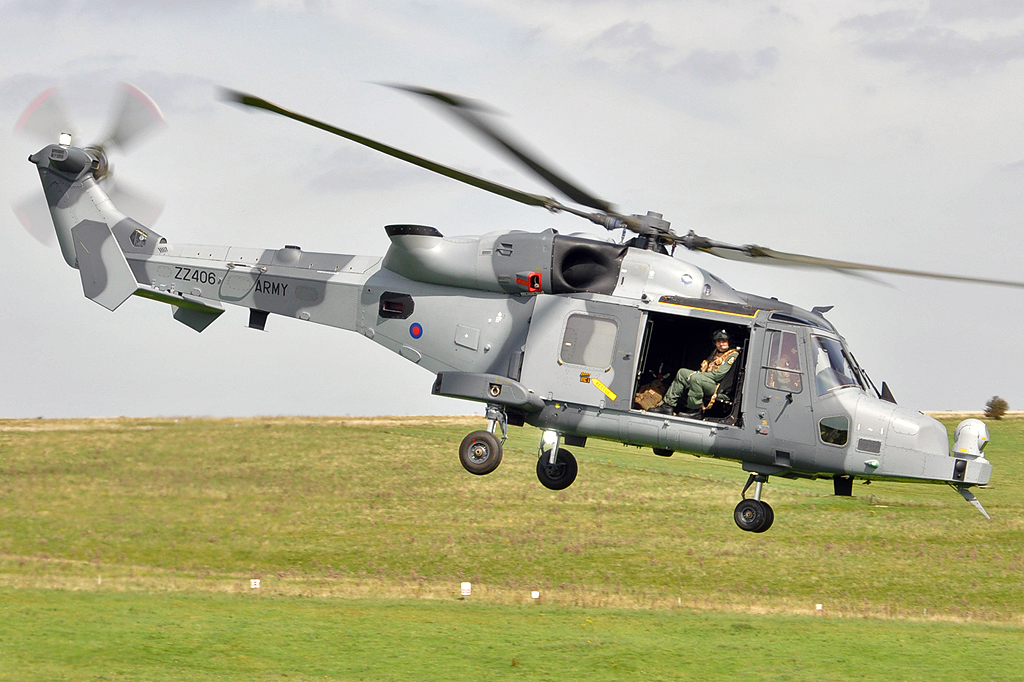
ZZ406, the first production Wildcat delivered to the AAC in May 2012

في الفترة بين 27 أبريل إلى 21 مايو 2020 قامت شركتا ليوناردو وتاليس بالتعاون على اطلاق صاروخ مارتليت الخفيف المتعدد المهام من مروحية ليوناردو أي دبليو 159 وايلدكات تابعه للبحريه البريطانيه.

## المتغيرات

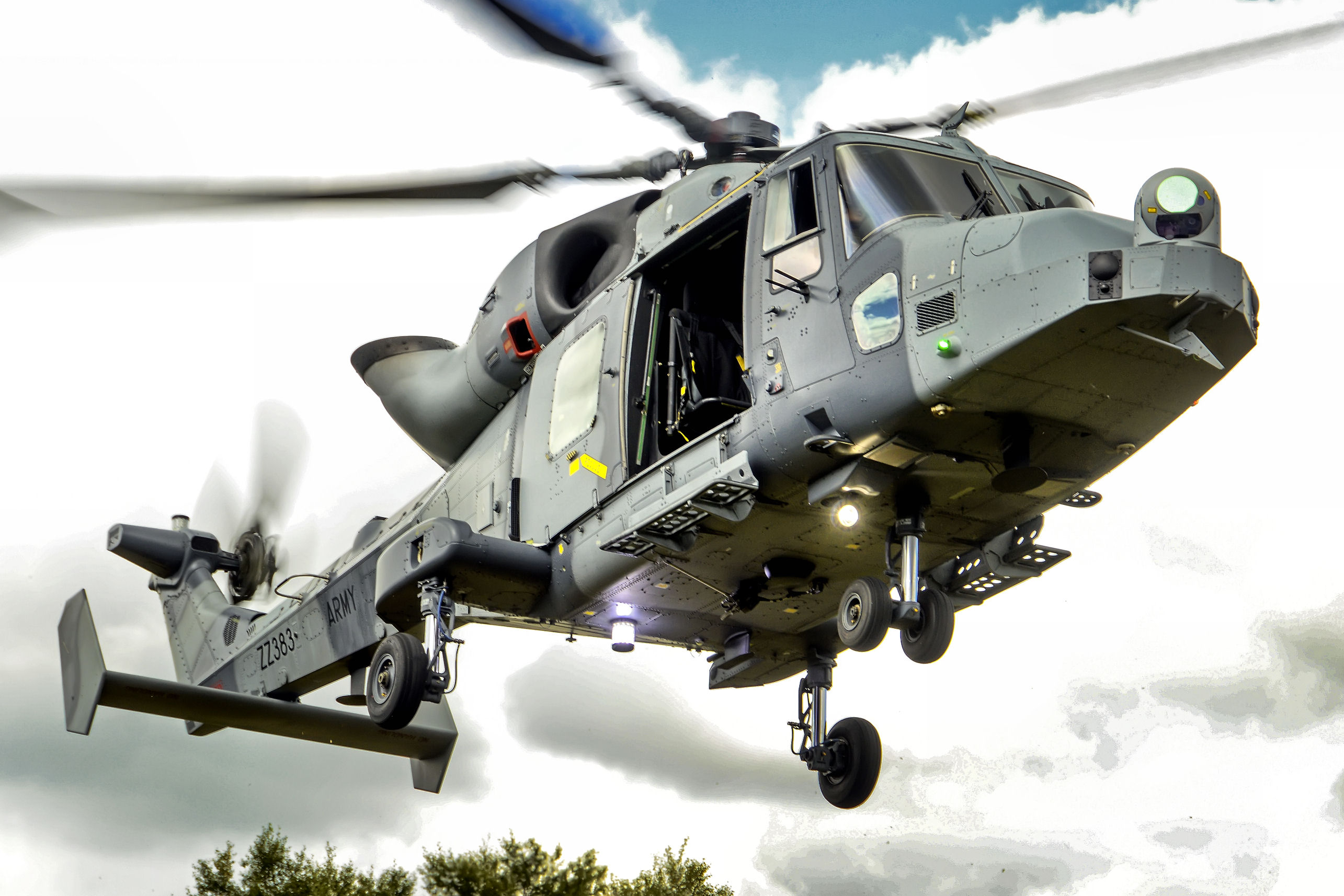
Wildcat AH1 of 652(OC) Sqn Army Air Corps

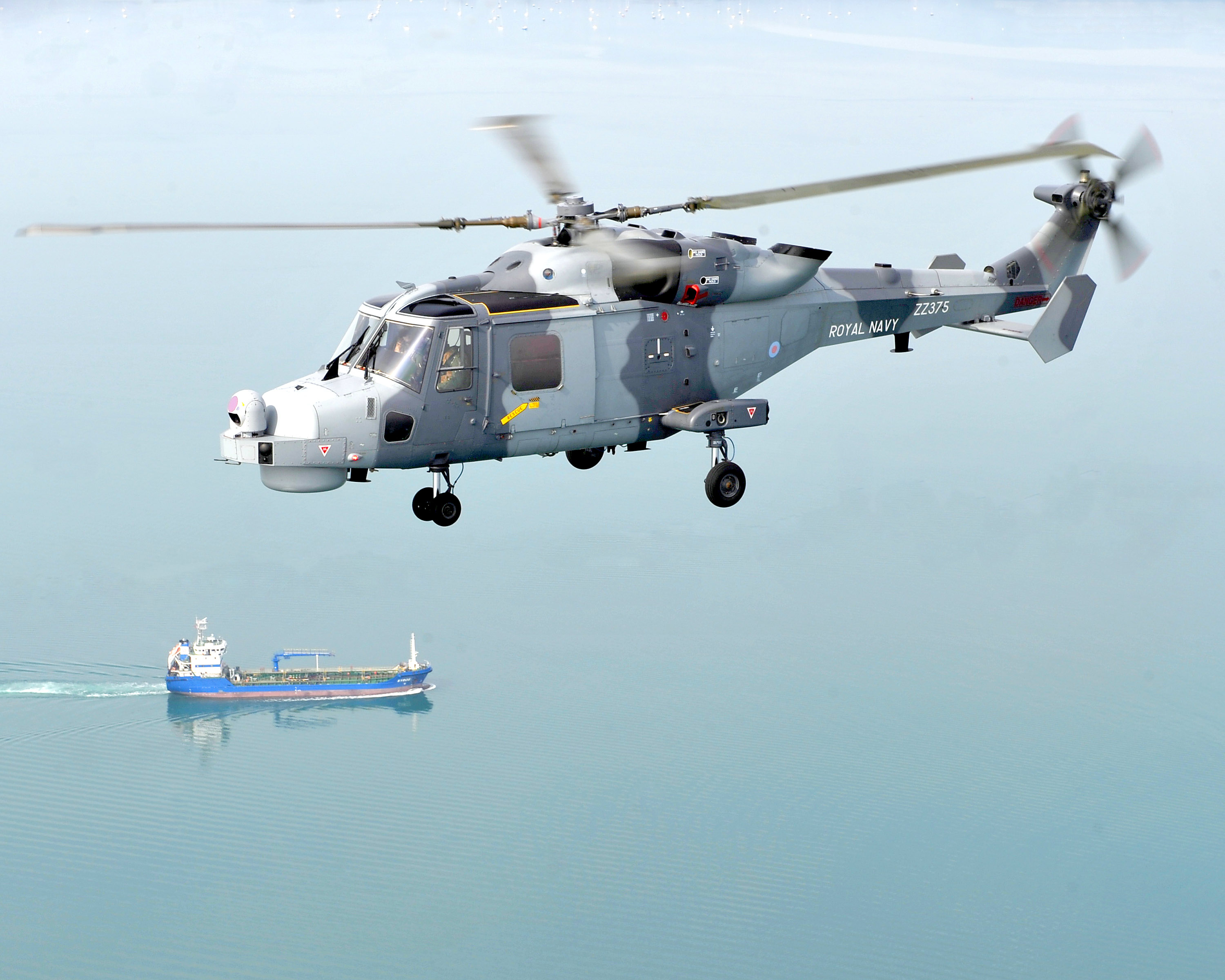
Wildcat HMA2 of 825 NAS over the بحر المانش in 2014

Wildcat AH1
Wildcat HMA2

## المشغلين
الفلبين
- Philippine Navy (2 ordered)[2]

 كوريا الجنوبية

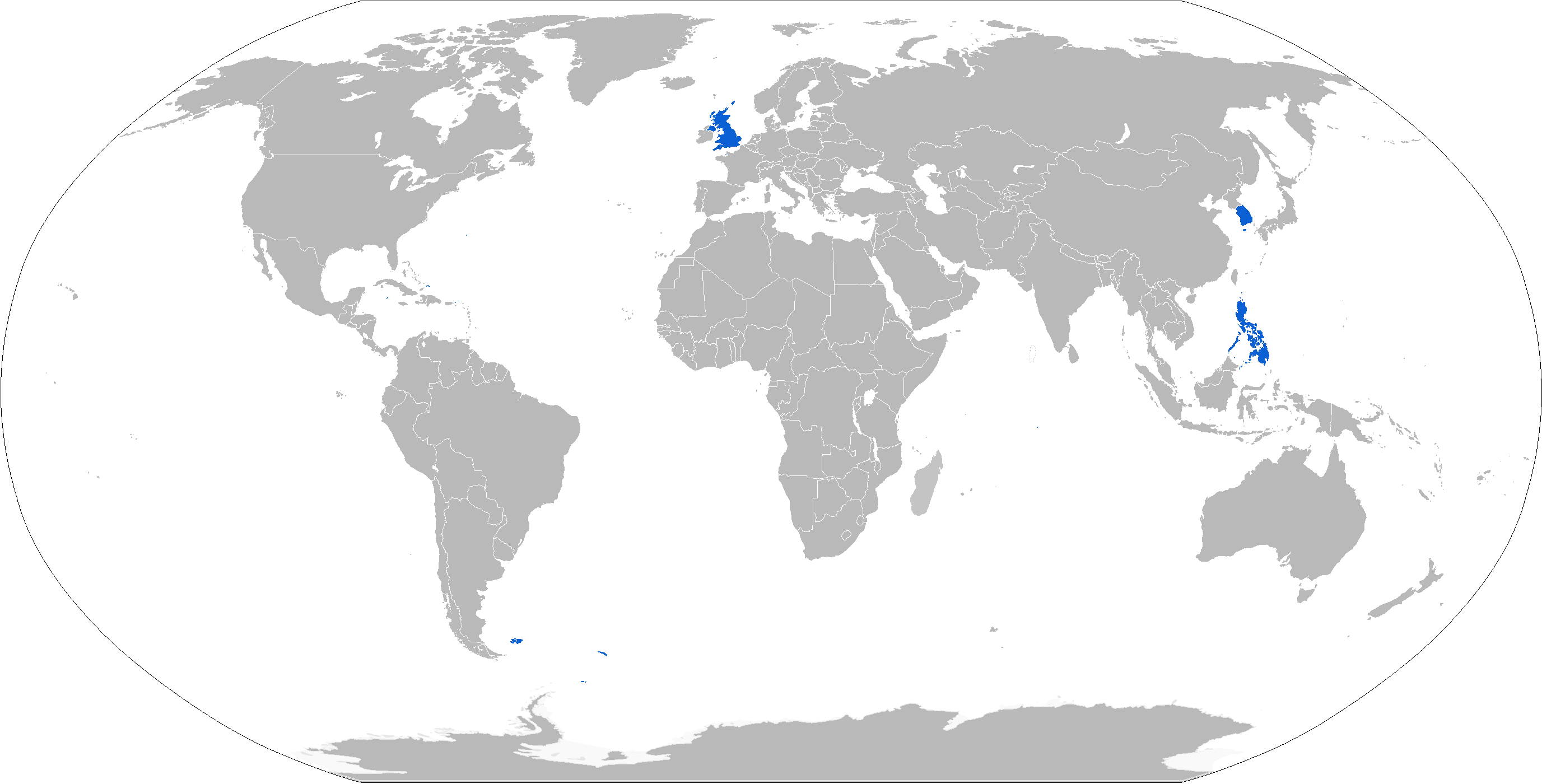
Map with military AgustaWestland AW159 operators in blue

- بحرية جمهورية كوريا (طلبت 8، وأستلمت منها 4)[3]

 المملكة المتحدة
- Army Air Corps[4]
  - 652 Squadron
  - 661 Squadron
- البحرية الملكية البريطانية[4]
  - 825 Naval Air Squadron (HMA2)
  - 847 Naval Air Squadron (AH1)

## مواصفات (AW159)
البيانات من Future Lynx brochure, AW159 page, militaryfactory.com
الخصائص العامة
- طاقم: 2 pilots
- سعة: 5 passengers, including door gunner
- طول: 15.24 م (50 قدم 0 بوصة)
- ارتفاع: 3.73 م (12 قدم 3 بوصة)
- الوزن فارغة: 3,300 كـغ (7,275 رطل)
- وزن الإقلاع الأقصى: 6,000 كـغ (13,228 رطل)
- محركات: 2 × LHTEC CTS800-4N turboshaft, 1,015 كـو (1,361 حصان) الواحد
- قطر الدوار الرئيسي:  12.8 م (42 قدم 0 بوصة)
- مساحة الدوار الرئيسي: 128.7 م2 (1,385 قدم2)

أداء
- السرعة القصوى: 311 كم/س (193 ميل/س؛ 168 عقدة)
- مدى: 777 كـم (483 ميل؛ 420 nmi)
- Ferry range: 963 كـم (598 ميل؛ 520 nmi)
- قدرة التحمل: 2 hr 15 min (4 hr 30 min with auxiliary fuel tanks)

تسليح

صواريخ سي فينوم

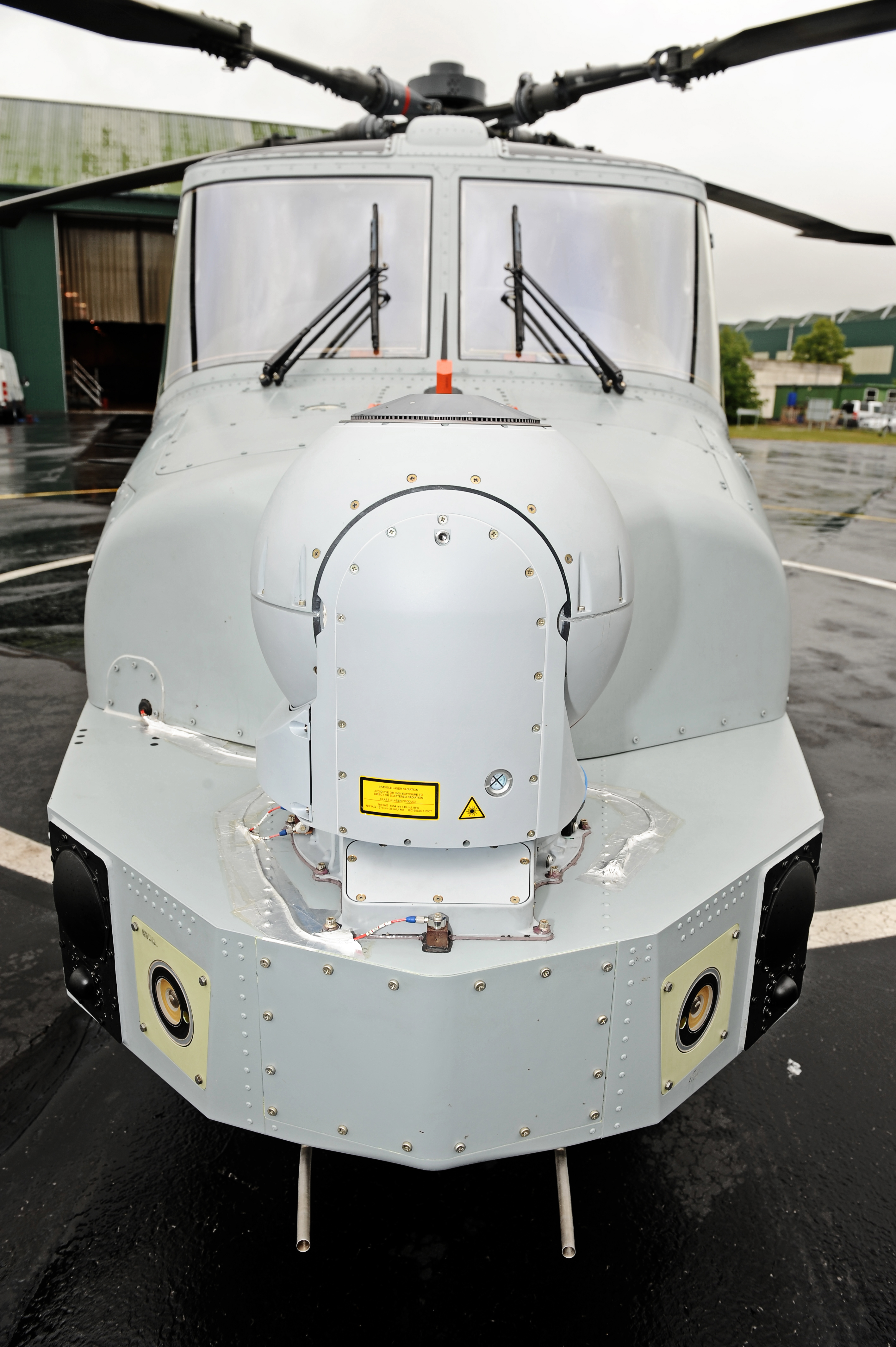
Head-on view of an AW159 Wildcat. Note the nose-mounted optical sensor

- Pintle mounted machine gun, e.g. إف إن ماج (Army) or رشاش M2 Browninig (Navy).

Air-to-Surface Missile systems:
- up to 20× Thales Martlet (مارتليت), formerly Future Anti-Surface Guided Weapon (Light).[8]
- up to 4× MBDA سي فينوم, formerly Future Anti-Surface Guided Weapon (Heavy). Physically similar replacement for the سي سكوا, a combined design with France's Anti-Navire Léger to disable or destroy vessels up to 1000 tonnes.[9]
- Sting Ray torpedo and depth charges [10]

## وصلات خارجية
- AW159 page on Leonardocompany.com
- "UK commits to Future Lynx helicopter". Flight International, 29 March 2005.
- "UK cuts Future Lynx deal, delays new carriers". Flight International, 12 Dec. 2008.